# Södertäljeviken

Södertäljeviken är en vik av Mälaren i Södertälje kommun. Medeldjupet är cirka 30 meter. Bredden varierar mellan 150 och 400 meter. Genom viken går farleden Mälarleden, som förbinder Mälarens hamnar med Östersjön.
Viken börjar i Södra Björkfjärden i norr och övergår i Södertälje kanal i syd. I höjd med Slottsholmen avsmalnas viken av Linasundet. Vid Södertäljevikens västra strand låg fram till 1940 Kiholms tegelbruk och till 1974 Lina tegelbruk som använde viken för transporter av färdigt tegel till bland annat Stockholm. Vid vikens östra strand ligger naturreservatet Talbyskogen och på västra sidan de tidigare säterierna Lina gård och Kiholms gård. I Södertäljeviken ligger öarna Kiholmen och Slottsholmen.